# Bartramia maderensis
Bartramia maderensis är en bladmossart som beskrevs av C. Müller 1900. Bartramia maderensis ingår i släktet äppelmossor, och familjen Bartramiaceae. Inga underarter finns listade i Catalogue of Life.